# گناه پس از گناه
گناه پس از گناه (به انگلیسی: Sin After Sin) عنوان سومین آلبوم استودیویی گروه هوی متال بریتانیایی جوداس پریست است که در آوریل ۱۹۷۷ منتشر شد. این آلبوم اولین آلبوم جوداس پریست است که با همکاری شرکت نشر کلمبیا رکوردز پس از فسخ قرارداد با گال رکوردز منتشر می‌شود. این آلبوم اولین حضور سیمون فیلیپس جوان در جوداس پریست نیز هست، او در هنگام ضبط این آلبوم تنها ۱۹ سال سن داشت.
تهیه‌کنندگی این آلبوم را راجر گلوور، نوازنده سابق گیتار باس گروه‌هایی چون دیپ پرپل و رینبو، بر عهده داشت.

## فهرست آهنگ‌ها
1. «گناهکار» (راب هالفرد، گلن تیپتون) - ۶:۴۵
2. «الماس‌ها و زنگار» (یوان بانز) - ۳:۲۸
3. «ستاره شکن» (راب هالفرد، کی.کی. داونینگ، گلن تیپتون) - ۴:۵۳
4. «آخرین رز تابستان» (هالفرد، تیپتون) - ۵:۴۰
5. «بیا دعا کنیم/فراخواندن کشیش» (هالفرد، داونینگ، تیپتون) - ۶:۱۲
6. «معامله خام» (هالفرد، تیپتون) - ۶:۵۸
7. «وقت اشک ریختن است» (هالفرد، تیپتون) - ۳:۲۵
8. «پرخاشگر مخالف» (هالفرد، داونینگ، تیپتون) - ۳:۰۷

### قطعات اهدایی در نسخه ۲۰۰۱
1. «مسابقه با شیطان» (اجرای مجدد آهنگ د گان) - ۳:۰۶
2. «فک شکن» (هالفرد، داونینگ، تیپتون) - ۴:۰۲

## اعضای گروه
- راب هالفرد - خواننده
- کی.کی. داونینگ - گیتار
- گلن تیپتون - گیتار
- یان هیل - گیتار باس
- سیمون فیلیپس - درامز